# Christian Gerlach
Christian Gerlach (Limburgo del Lahn, 2 de marzo de 1979) es un deportista alemán que compitió en remo. Ganó una medalla de plata en el Campeonato Mundial de Remo de 2003, en la prueba de dos sin timonel ligero.

## Palmarés internacional
| Campeonato Mundial | Campeonato Mundial | Campeonato Mundial | Campeonato Mundial     |
| Año                | Lugar              | Medalla            | Prueba                 |
| ------------------ | ------------------ | ------------------ | ---------------------- |
| 2003               | Milán (Italia)     | Medalla de plata   | Dos sin timonel ligero |